# NGC 5237
NGC 5237 је елиптична галаксија у сазвежђу Кентаур која се налази на NGC листи објеката дубоког неба.
Деклинација објекта је - 42° 50' 52" а ректасцензија 13h 37m 38,9s. Привидна величина (магнитуда) објекта NGC 5237 износи 12,2 а фотографска магнитуда 13,2. NGC 5237 је још познат и под ознакама ESO 270-22, MCG -7-28-5, FAIR 160, PGC 48139.